# Гамма Хамелеона
Гамма Хамелеона (γ Chamaeleontis) — одиночная звезда в южном созвездии
Хамелеона. Слабо видна невооружённым глазом в тёмную ночь, обладает видимой звёздной величиной 4,12. Измерение годичного параллакса (7,81 мсд) дало оценку расстояния от Солнца до звезды около 418 световых лет.
Гамма Хамелеона является звездой-гигантом спектрального класса K5 III. Измеренное значение углового диаметра звезды после внесения поправки за потемнение к краю составило 4,86 ± 0,05 мсд. При известном значении расстояния до звезды её радиус превышает солнечный в 67 раз. Предполагается, что звезда является переменной, амплитуда блеска составляет около 0,01 звёздной величины. Светимость превышает солнечную в 864 раза, эффективная температура внешней части атмосферы равна 4053 K.